# Марк Антоан Шарпантие
Марк-Антоан Шарпантие (на френски език: Marc-Antoine Charpentier) е френски композитор от периода на Барока.
Той е плодовит и многостранен композитор, създал първокласна музика в няколко жанра. Неговото майсторство в композирането на сакрални творби било признато от неговите съвременници.

## Жизнен път и творчество
Шарпантие бил роден близо до Париж, като син на майстор преписвач (секретар), имащ връзки с влиятелните семейства на Париж. Марк-Антоан получил отлично образование, навярно с помощта на йезуитите. На 18 години се записва да учи в юридическото училище на Париж. Той отива в Рим, навярно между 1667 и 1669 г., като учи заедно с Джакомо Карисими (Giacomo Carissimi). Сигурно е, че е легенда твърдението, че той отива в Рим да учи рисуване, преди той да открие Карисими. Тази история е недокументирана и навярно невярна. С лекота той придобива солидни познания по съвременно италианска изпълнителска техника, която той отнася обратно във Франция.
Най-вероятно при завръщането си в родината той работил за Мари дьо Лорен, дукеса на Гиз (Marie de Lorraine, duchesse de Guise), като неин домашен композитор, до кончината ѝ през 1688 г. В този период той композира значителен брой драматични светски вокални творби, както и религиозни, като псалми, химни, Магнификат, една меса, мотети.
Около 1672 г. той започва работа с Молиер (Molière), след прекъсването му на работа с Жан-Батист Люли (Jean-Baptiste Lully). През 80-те години на 17 век, Шарпантие заема поста на maître de musique в парижката йезуитска църква Св. Луи. В допълнение на това той бил и учител по музика на херцога на Орлеан Филип II. В средата на 80-те години съчинява Litanies a 6 voix et 2 dessus de violes (H.83) за личната църква на Мари дьо Лорен. В началото на 90-те години той създава прочутият си Te Deum in D major (H.146). Той може би е създаден за да отбележи годишнината от победата на французите край белгийското село Steinkerque на 3 август 1692 г. Тази творба се характеризира с контрасти, драма и разнообразие, олицетворявайки естетическият идеал на Шарпантие. Шарпантие казва: „Великото, ...голямото разнообразие е когато създаваш съвършенство“.
Шарпантие бил назначен, като maître de musique à la Sainte Chapelle през 1698 г., заемайки поста до смъртта си през 1704 г. Една от най-прочутите му композиции от това време е месата Assumpta Est Maria (H.11), написана навярно през 1699 г.

## Музика, стил и влияние
Неговите композиции включват оратории, църковни меси, опери и множество различни по тип малки пиеси. Малките му пиеси за един или два гласа или за инструменти напомнят италианските кантати от епохата.

## Съвременно значение
Прелюдът към неговия Te Deum, H. 146 (rondeau) е добре познат, като музикална емблема на Европейския съюз за радио и телевизия (Евровизия) и звучи преди започването на излъчването на Виенския новогодишен концерт и Конкурса за песен на Евровизия.

## Творби
Творбите на Шарпантие са каталогизирани от Хю Уили Хичкок (Hugh Wiley Hitchcock) в неговия Les Oeuvres de Marc-Antoine Charpentier: Catalogue Raisonné, (Paris: Picard, 1982), поради което номерацията на творбите се предшества от латинската буква H.
Виж Пълен списък на произведенията на Марк Антоан Шарпантие.

### Биографии
- Cessac, Catherine. Marc-Antoine Charpentier. Translated from the French ed. (Paris 1988) by E. Thomas Glasow. Portland (Oregon): Amadeus Press, 1995.
- Ranum, Patricia. Portraits Around Marc-Antoine Charpentier. Baltimore: Dux Femina Facti, 2004. ISBN 0-9660997-3-7.

### Музикална история и теория
- Anthony, James R. French Baroque Music: From Beaujoyeulx to Rameau. Revised and expanded edition. Portland (Oregon): Amadeus Press, 1997.
- Hitchcock, H.W. Les Oeuvres de Marc-Antoine Charpentier: Catalogue Raisonné. Paris: Picard, 1982.
- Thomas, Downing A. Aesthetics of Opera in the Ancien Régime, 1647 – 1785. Cambridge (UK): Cambridge University Press, 2002.
- Tunley, David. The Eighteenth-Century French Cantata. 2nd edition. Oxford (UK): Clarendon Press Oxford University Press, 1997.